# Naravni rezervat Kesterson
Naravni rezervat Kesterson je nekdanji naravni rezervat, ustanovljen leta 1970 za zaščito umetnega močvirja, ki je nastalo zaradi odtokov namakalne vode s kmetijskih zemljišč v kalifornijski Osrednji dolini.
Potreba po odvodnjavanju se je pojavila zato, ker je na tem območju pod prstjo plast za vodo neprepustne gline, kar ob namakanju povzroči zastajanje vode. V 1960. letih so bili narejeni načrti za kanal, ki bi speljal odvečno vodo v zaliv San Francisca, a so jih ustavili okoljevarstveni pomisleki in nasprotovanje odstranjevanju vode. Namesto tega so odtok speljali na območje, imenovano Kesterson, kjer je sčasoma nastalo obsežno mokrišče brez odtoka (voda je izginjala le z izhlapevanjem). Rezultat je bil sprva impresiven; do tega časa je v Kaliforniji zaradi spreminjanja v kmetijska zemljišča izginilo že 90 % mokrišč, zato je bil Kesterson eden od redkih preostalih habitatov za vodne ptice na selitveni poti ob tihooceanski obali. Posledično se je tu skoncentriralo bujno živalstvo in Kesterson so mnogi izpostavljali kot zgodbo o uspehu upravljanja s kmetijskimi območji.
Že v začetku 1980. let pa so se pojavili prvi znaki težav – biologi so opazili pojav deformacij pri ptičjih mladičih in množično odmiranje ptic ter rib. Raziskave so kot vzrok razkrile toksične koncentracije mineralov, predvsem selena, ki se je izpiral iz prsti (prst na tem območju je naravno bogata s selenom) in nalagal v vodnem rastlinju. Koncentracija selena v vodi je dosegala tudi do 12.000 µg/l, kar je dvanajstkrat več od meje, nad katero velja za toksične odplake, pri čemer je bila večina v obliki visoko mobilnega selenata (SeO42-).
Območje je bilo leta 1985 odstranjeno iz omrežja naravnih rezervatov. Čistilna akcija je zahtevala šest let dela (1985–1991) in stala 24 milijonov USD, še vedno pa lokalne oblasti financirajo raziskave in monitoring v vrednosti milijon USD na leto. Vodni zadrževalnik Kesterson je zdaj del naravnega rezervata San Luis.